# 14-й Северокаролинский пехотный полк
14-й Северокаролинский пехотный полк (14th North Carolina Infantry) представлял собой один из пехотных полков армии Конфедерации во время Гражданской войны в США. Полк был сформирован в июне 1861 года в Гарисберге, Северная Каролина.

## Формирование
14-й Северокаролинский пехотный полк был сформирован в Гаррисберге в начале июня 1861 года и первоначально назывался «4-й Северокаролинский добровольческий» (4th North Carolina Volunteers). Его роты были набраны в округах Галифакс, Онслоу, Энсон, Слевеленд, Уэйк, Камберленд, Нортгемптон, Стэнли и Дэвидсон. Полк насчитывал около 1000 человек и его первым командиром 3 июня стал Джуниус Дэниел.

## Боевой путь
10 июня полк был направлен в Кэмп-Брэгг около Саффолка в Вирджинии, а 9 июля переведён в Кэмп-Эллис. Северокаролинская газета «Weekly Standard» (издавалась в Роли) писала, что рядовые в хорошем здоровье, офицеры в меру строги, а высшие офицеры все имеют военное образование.
Весной 1862 года полк числился в дивизии Холмса, в бригаде Джорджа Андерсона, и летом 1862 года участвовал в Семидневной битве, где был задействован в сражении при Малверн-Хилл. После этого сражения командование полком принял полковник Рисден Беннет.
После Семидневной битвы сильно пострадавшая бригада Андерсона была направлена на север, где присутствовала на поле боя при Булл-Ран, но не была задействована. В ходе Мерилендской кампании 14-й полк участвовал в сражении в Южных Горах, где оборонял ущелье Фокса, после чего был отведён к Шарпсбергу и 17 сентября участвовал в сражении при Энтитеме, где оборонял позицию на Санкен-Роуд, находясь между 2-м и 4-м Северокаролинскими полками. В бою погиб бригадный генерал Андерсон и командование бригадой принял полковник Беннет (сдав полк подполковнику Джонсону, который был ранен в ходе боя).